# 2 floréal
2 germinal 2 prairial
Le duodi 2 floréal, officiellement dénommé jour du chêne, est le 212e jour de l'année du calendrier républicain.
C'était généralement le 21e jour du mois d'avril dans le calendrier grégorien.